# Моргаду, Камила
Камила Моргаду (порт. Camila Morgado, род. 12 апреля 1975, Петрополис, штат Рио-де-Жанейро) — бразильская актриса.

## Биография
Камила Моргаду (настоящая фамилия — Рибейру да Силва, творческий псевдоним Моргаду — девичья фамилия бабушки по материнской линии) родилась в городе Петрополис в горном районе штата Рио-де-Жанейро в семье предпринимателя и домохозяйки. В 17 лет она переехала в столицу штата, пыталась поступить в медицинский университет, но провалила вступительный экзамен. Затем Моргаду училась в школе искусств, а также некоторое время изучала актёрское искусство в Федеральном университете Рио-де-Жанейро, но не окончила его. Позже она переехала в Сан-Паулу, где училась у режиссёра Антунеша Фильо, а затем присоединилась к труппе Жеральда Томаса, став профессиональной театральной актрисой. В 2000 году Моргаду пробовалась на роль в телесериале «Клон», но не подошла на неё. Однако режиссёр сериала Жайме Монжардим запомнил молодую актрису и в 2003 году пригласил на главную роль в свою новую работу — мини-сериал «Дом семи женщин», ставший её дебютной работой на телевидении.
Актёрским прорывом для Моргаду стала главная роль в биографической ленте 2004 года «Ольга», повествующей об немецко-бразильской коммунистке Ольге Бенарио-Престес. Ради роли актрисе пришлось похудеть на семь килограмм, обрить голову, три ночи спать в бараке, обучаться самообороне и стрельбе, а также выучить немецкий язык. Её исполнение было отмечено номинацией на премию Бразильской киноакадемии, а также несколькими менее значительными наградами.
В середине 2000-х Моргаду стала востребованной в теленовеллах. Она играла живущую в Майами бразильянку Мэй в сериале «Америка» (2005), журналистку Малу в «Прожить жизнь» (2009—2010), Ноэмию в «Проспекте Бразилии» (2012) и Марию Анжелику в «Тусовке» (2014). Также на счету Моргаду появления в качестве приглашённой звезды в сериалах «Дневник соблазнителя», «Шкафы и Флюкс», «Создать свою историю». В биографическом мини-сериале 2006 года «Жуселину Кубичек» она сыграла журналистку-лесбиянку Ану Росенберг.

## Личная жизнь
Камила Моргаду недолго встречалась с актёром Уго Ресенде, вместе с которым снималась в сериале «Прожить жизнь». Затем у неё был роман с театральным режиссёром Эрнесто Пикколо. В 2012 году она начала встречаться с дизайнером Луизом Стейном.

## Фильмография
| Год       |   | Русское название             | Оригинальное название        | Роль                      |
| --------- | - | ---------------------------- | ---------------------------- | ------------------------- |
| 2003      | с | Дом семи женщин              | A Casa Das Sete Mulheres     | Мануэла де Паула Феррейра |
| 2004      | с | Одно лишь сердце             | Um Só Coração                | Касильда Бекер            |
| 2004      | с | Ольга                        | Olga                         | Ольга Бенарио-Престес     |
| 2005      | с | Америка                      | América                      | Мэй                       |
| 2006      | с | Жуселину Кубичек             | JK                           | Ана Росенберг             |
| 2008      | с | Дневник соблазнителя         | Dicas de um Sedutor          | Кристина                  |
| 2008      | с | Шкафы и Флюкс                | Casos e Acasos               | Жулиана                   |
| 2008      | с | Создать свою историю         | Faça Sua História            | Матадора                  |
| 2009—2010 | с | Прожить жизнь                | Viver a Vida                 | Малу Триндаде             |
| 2011      | с | Любовь в четырёх действиях   | Amor em 4 Atos               | Селма                     |
| 2012      | с | Бразильянки                  | As Brasileiras               | Майн Витория              |
| 2012      | с | Проспект Бразилии            | Avenida Brasil               | Ноэмия Буарке             |
| 2013      | с | Песнь русалки                | O Canto da Sereia            | Мара Морейра              |
| 2013      | с | Большая семья                | A Grande Família             | Крис                      |
| 2013      | ф | Пока удача не разлучит нас 2 | Até que a Sorte nos Separe 2 | Джейн                     |
| 2014      | с | Тусовка                      | O Rebu                       | Мария Анжелика Гарсез     |
| 2015      | ф | Вполне женатый               | Bem Casados                  | Пенелопа                  |
| 2016      | с | Закон любви                  | A Lei do Amor                | Витория                   |